# Гай Ліциній Красс
Гай Ліциній Красс (лат. Caius Licinius Crassus; близько 212 до н. е. — після 167 до н. е.) — політичний та військовий діяч Римської республіки, консул 168 року до н. е.

## Життєпис
Походив зі впливового плебейського роду Ліциніїв Крассів. Син Гая Ліцинія Красса. Про початок діяльності відомо замало. 
172 року до н. е. обрано претором, за жеребом отримав міську претуру. Під час своєї каденції отримав від сенату доручення розслідувати дії Марка Попіллія Лената, консула 173 року до н. е., який самовільно пішов війною на лігурійське плем'я стателлаті, хоча воно здалося. Згідно з постановою римського сенату Гай Ліциній Красс повернув лігурійцям свободу, але слухання у справі Попіллія багаторазово відкладав, що дозволило тому ухилитися від відповідальності. Водночас Крас займався підготовкою флоту і армії для війни з Персеєм, царем Македонії.
У 171 році до н. е. служив легатом свого брата Публія на війні проти Персея, командував правим флангом у битві при Каллініці.
У 168 році до н. е. обрано консулом разом з Луцієм Емілієм Павлом Македоніком. Як провінцію отримав Італію та доручення набрати війська й забезпечити припаси для війни в Македонії. Після перемоги Емілія Павла над Персеєм при Пидні розпустив набрані війська. Пізніше вирушив до Цізальпійської Галлії, проте змушений був зазимувати там, нічого не роблячи, тільки з союзницькими військами, оскільки авгури оголосили, що день збору римських легіонів було призначено з похибкою, і скасували його.
У 167 році до н. е. його імперій в Галлії було продовжено. Згодом він виїхав з провінції, увійшов до складу посольства, спрямованого на допомогу Емілію Павлу при влаштуванні справ у Македонії. Про подальшу долю немає відомостей.

## Родина
- Гай Ліциній Красс, народний трибун 145 року до н. е.
- Луцій Ліциній Красс